# Gunung Miwah
Gunung Miwah är ett berg i Indonesien.   Det ligger i provinsen Aceh, i den västra delen av landet, 1 700 km nordväst om huvudstaden Jakarta. Toppen på Gunung Miwah är 998 meter över havet, eller 89 meter över den omgivande terrängen. Bredden vid basen är 0,67 km.
Terrängen runt Gunung Miwah är huvudsakligen kuperad, men söderut är den bergig. Runt Gunung Miwah är det mycket glesbefolkat, med 4 invånare per kvadratkilometer. I omgivningarna runt Gunung Miwah växer i huvudsak städsegrön lövskog.